# Villanelle (Poulenc)
Pour les articles homonymes, voir Villanelle (homonymie).

Villanelle de Francis Poulenc est une œuvre de musique de chambre composée en 1934. Elle est écrite pour pipeau et piano.

## Genèse
L'œuvre est une commande de Louise Hanson-Dyer, insérée dans un recueil de pièces pour pipeau et piano.

## Réception et postérité
Du fait de sa modestie, cette pièce du compositeur est peu jouée et sa curiosité, notamment en raison de l'instrument pour lequel elle est écrite, le pipeau, la prive d'une réelle notoriété. Elle n'est pas mentionnée dans le catalogue des œuvres du compositeur établie par le biographe Henri Hell.